# Tethydraco regalis
Tethydraco regalis ("drak od moře Tethys") byl druh pteranodontidního nebo azdarchidního pterodaktyloidního ptakoještěra, který žil v období nejpozdnější svrchní křídy (geologický stupeň pozdní maastricht, asi před 66 miliony let) na území sedimentární pánve Ouled Abdoun v Maroku.

## Význam
Tento ptakoještěr byl formálně popsán v roce 2018 spolu s dalšími novými druhy pterosaurů - Barbaridactylus grandis, Alcione elainus a Simurghia robusta. Všechny tyto druhy žily na samotném konci křídového období, blízko časovému rozhraní křídy a paleogénu (a tedy i hromadného vymírání druhů na konci křídy). Díky objevům z Maroka se výrazně zvýšil počet globálně známých pterosaurů právě z tohoto kritického období.

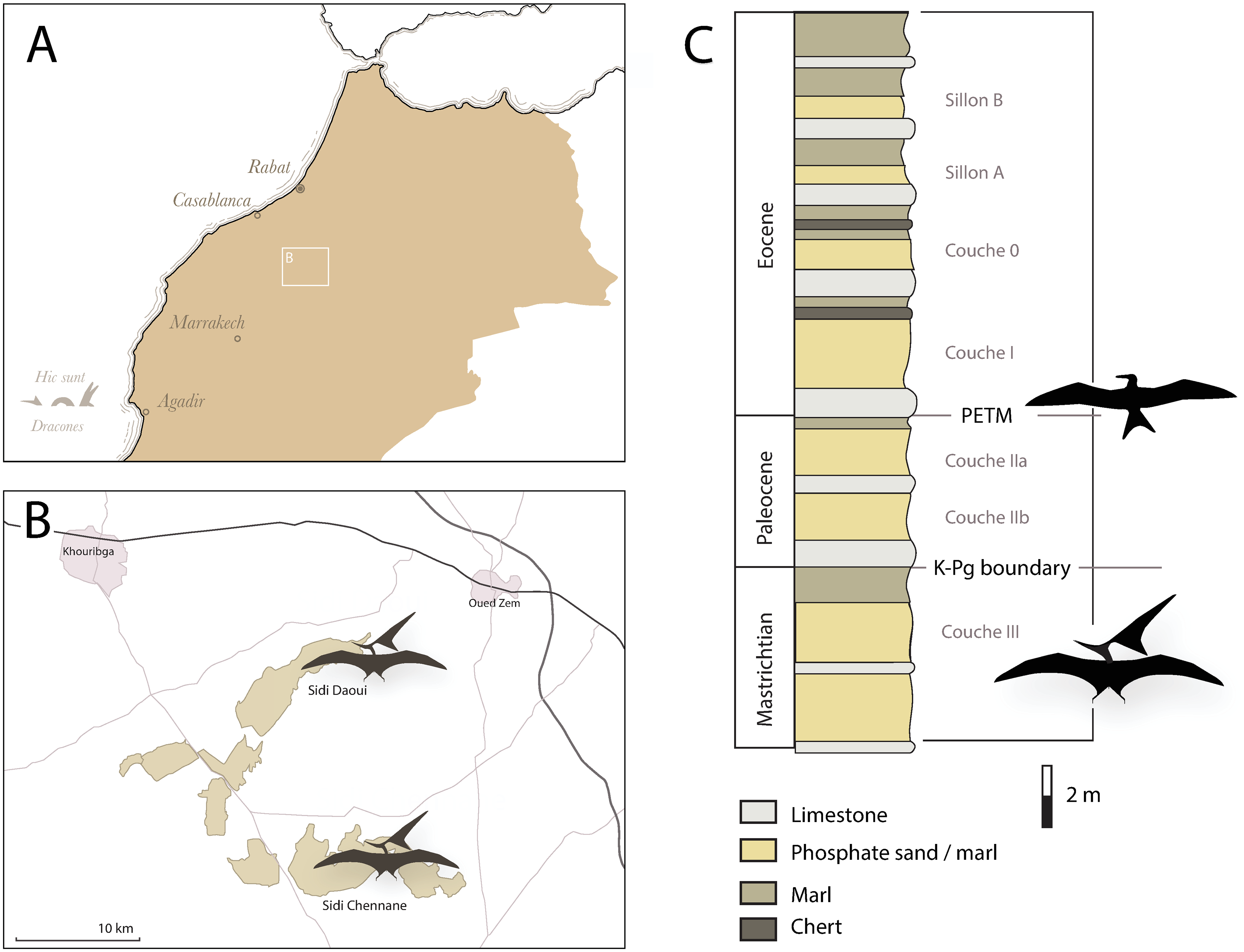
Stratigrafie naleziště, ve kterém byl rod Tethydraco objeven.

## Historie a popis
Fosilie tohoto ptakoještěra byly objeveny v průběhu vykopávek, probíhajících mezi roky 2015 a 2018, během kterých paleontologové nashromáždili asi 200 exemplářů různých pterosaurů. Materiál s katalogovým označením  FSAC-OB 1 (holotyp) představuje dobře zachovanou pažní kost (humerus) o délce 23 cm, která naznačuje, že šlo o blízce příbuzný druh k severoamerickým pteranodontidům (rod Pteranodon). Tethydraco byl poměrně velký ptakoještěr s rozpětím křídel činícím asi 5 metrů, žijící krátce před koncem křídy, který je datován na 66,0 milionu let.
V roce 2020 byl publikován popis dobře zachované křídelní kostry, přisouzené právě druhu T. regalis. Výzkum ukázal, že se pravděpodobně jednalo spíše o azdarchida než o pteranodontida (jak se původně domnívali autoři popisu tohoto druhu). Vzdálenějším příbuzným tohoto ptakoještěra mohl být také český druh Cretornis hlavaci.

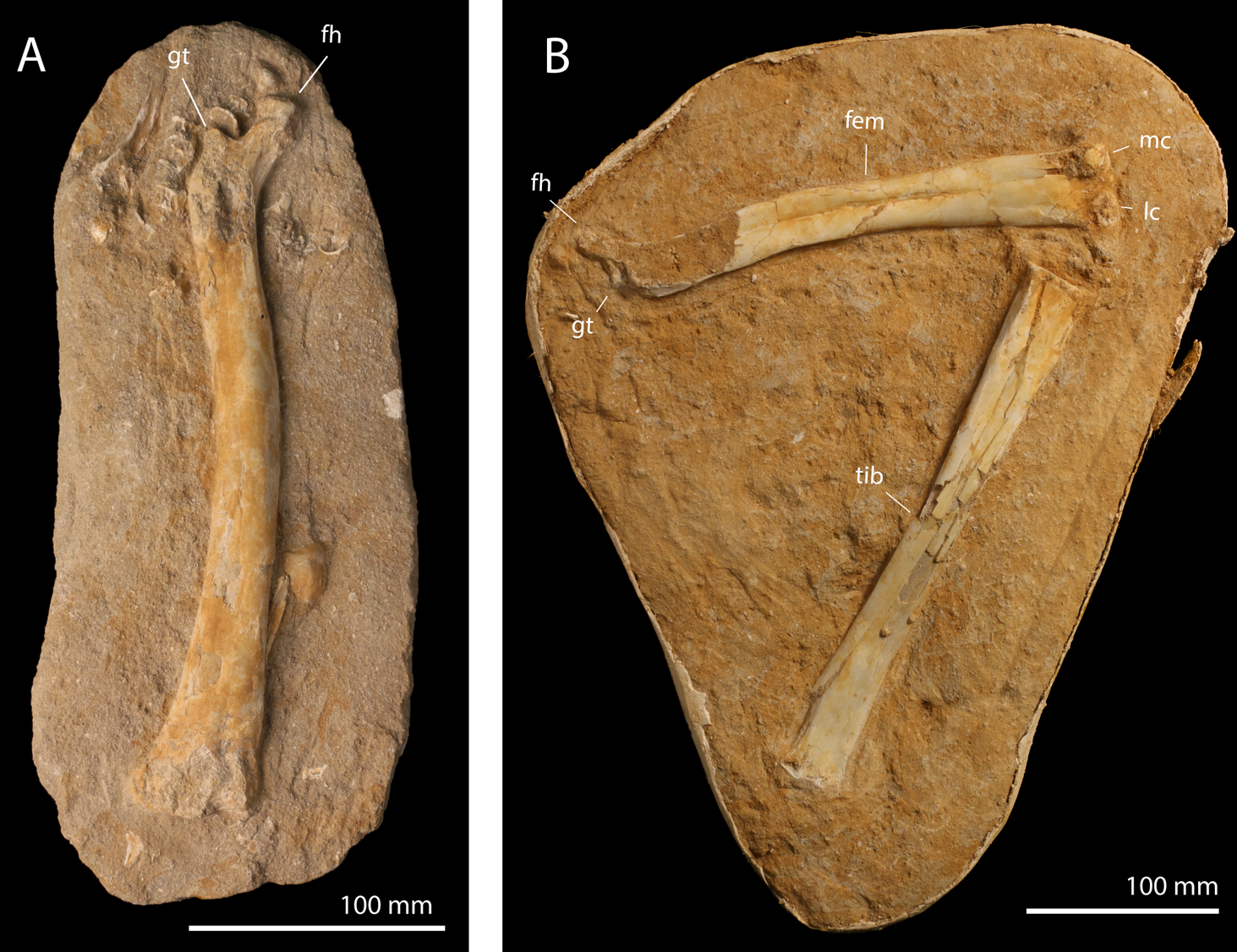
Tethydraco - fragmenty kostí zadních končetin.